# Dies rigorose Leben
Dies rigorose Leben ist ein im Sommer 1982 in Texas entstandenes, deutsches Spielfilmdrama von Vadim Glowna mit der Spanierin Ángela Molina in der Hauptrolle.

## Handlung
Irgendwo während der 1960er Jahre in einer gottverlassenen Ecke der USA, im staubigen Süden, wo nur die Sonne brennt und ansonsten jeder davon träumt, so schnell wie möglich von hier wegzukommen. Hitze, Schmutz und Langeweile bestimmen den Alltag in einem wüsten Nest, in dem zwei deutsche Auswandererfamilien vor einigen Jahrzehnten gelandet sind und seitdem von hier nicht mehr wegkamen. Ihre Träume von der grenzenlosen Freiheit im „Goldenen Westen“ sind längst vom Wüstenwind verweht, der hier den Tagesrhythmus bestimmt. Lediglich die jungen Leute hoffen, doch eines Tages eine andere Form Leben zu finden, als dieses hier, das sehr stark den „Charme“ einer Endstation, einer Sackgasse besitzt. Doch ihr Aufbegehren bedarf eines Funken, der eines Tages aufglimmt…
Im Zentrum des Geschehens stehen Rosa und Joseph, die sich lieben. Doch sie spielt ein grausames Spiel mit ihm, denn als er sie eines Tages vor einem Vergewaltiger schützt und diesen dabei tötet, lässt Rosa Joseph ins offene Messer rennen und steht ihm nicht bei, als er unberechtigterweise wegen Mordes verurteilt wird. Nun hat Rosa ein Stück Freiheit gewonnen, zumal sie Josephs Tankstelle übernehmen kann. Die Chance, diese Ödnis ein für allemal hinter sich zu lassen, bietet eines Tages ein Trucker, der hier einen Stopp macht. Als sie sich dazu entschließt, mit ihm fortzugehen, kehrt auf einmal Joseph zurück. Ihn treibt nur noch eines: Rache. Lange Zeit aufgestaute Emotionen innerhalb der Clans und zwischen ihren einzelnen Protagonisten drohen das Pulverfass zum Explodieren zu bringen. Am Ende steht die Tankstelle in Flammen, und Rosa und Joseph haben nun endlich einen Grund, alles hinter sich zu lassen und in eine ungewisse Zukunft aufzubrechen.

## Produktionsnotizen
Dies rigorose Leben wurde ab dem 14. Juli 1982 in El Paso und Umgebung gedreht und lief am 10. März 1983 in den deutschen Kinos an.
Ursprünglich sollte der Film Nothing Left to Lose (Nichts zu verlieren) heißen, eine Textzeile aus dem Lied Me and Bobby McGee von Janis Joplin.
Vera Tschechowa und Regisseur Glowna waren zu diesem Zeitpunkt miteinander verheiratet.

## Kritiken
„"Dies rigorose Leben" von Vadim Glowna ist der dritte deutsche Bewerber um den Goldenen Bären. Und Glowna (wie schon in seinem Regie-Erstling "Desperado City") verheißt "pures Kino, ohne Botschaft, ohne Belehrung". Das bedeutet, für einen Deutschen, natürlich: amerikanisches Kino. Glownas Hauptfiguren … sind zwar deutscher Herkunft, doch sein Schauplatz in der texanischen Wüste bei El Paso ist ein uramerikanischer Kino-Ort – eine gottverlassene Highway-Kreuzung mit Tankstelle, Imbißbude, Bordell, Autofriedhof –, und zwischen Mädchen in dünnen Kleidern und schwitzenden, schmierölglänzenden Lastwagenfahrern flackert amerikanische Kino-Leidenschaft, immer nah an der Explosion. Dies ist nicht mehr die Saison der Selbstmorde, eher die Wiederkehr der Parole: Mach kaputt, was dich kaputtmacht – … Glowna läßt donnernd seine gesamte Szenerie in die Luft fliegen. Sein Film endet zwar mit einem utopischen Schlußbild, einem Liebespaar, das einer morgenfrischen Zukunft entgegenschreitet – doch auch das ist "pures Kino", ein sehnsüchtiges Zitat des Schlusses von Chaplins "Modern Times".“

„Eine heruntergekommene Tankstelle, ein heruntergekommenes Holzhaus, ein heruntergekommenes Wohnmobil-Bordell mitten in der Wüste von Texas. Kein Baum, kein Strauch, nur Telegraphenstangen, eine Highway Kreuzung; Staub und Sand. Hier wohnen ein paar Deutsche, in den dreißiger Jahren ausgewandert, auf der Suche nach dem besseren Leben. Die Alten sind lebensmüde, die Jungen wollen weg. Das ist die Situation. Sie ändert sich nicht. Erst am Ende … fliegt alles in die Luft, und die beiden jungen Liebenden wandern Hand in Hand auf der Landstraße dem Horizont entgegen. Vadim Glownas zweiter Film hat den Mut zum Pathos. Das erregte auf der Berlinale, wo er uraufgeführt wurde, Gelächter. Zu Unrecht. Denn nicht die Geschichte des Films ist interessant, sondern seine Bilder. Sie prägen sich ein. Die unerträgliche Hitze ist ebenso gegenwärtig wie die Geilheit der jungen Rosa (Angela Molina) oder die stolze Melancholie von Joey (Jerzy Radziwilowicz). Haß, Leidenschaft, Liebe, Trauer und die mythengeladene Landschaft beherrschen den Film mehr als seine Story. Der Bus fährt nach „Eternity“, die Schwester (Vera Tschechowa) schläft mit ihrem Bruder, der alte Indianer spielt Saxophon und spricht den bewegenden Satz: „Ich habe nie mit einer Frau geschlafen, und nicht mit einem Mann und nicht mit einem Tier.“ Viele merkwürdige Sätze, viele schöne Bilder gibt es in diesem Film. Er ist ein bißchen verrückt, in seinem Rhythmus nicht ganz ausbalanciert und unbedingt sentimental. Also sehr gut.“

„Die letzten Mitglieder zweier deutsch-jüdischer Auswandererfamilien geraten in einem abgeschiedenen Wüstenexil in einen Strudel der Leidenschaften: Vergewaltigung, Mord, Zerstörung. Der Film bietet eine quasi lexikalische Sammlung der Versatzstücke des amerikanischen Kinos, ohne daraus ein überzeugendes Zeitdrama zu gewinnen. Formal arbeitet der Schauspieler Vadim Glowna in seiner zweiten Regiearbeit mit erstaunlichen Bildeinfällen und sensibler Bluesmusik.“